# Jaime Atria
Jaime Atria Ramírez (Santiago, 23 de febrero de 1919-ibídem, 13 de marzo de 1984) fue un compositor y músico chileno, ganador del Festival Internacional de la Canción de Viña del Mar en dos ocasiones: el certamen folclórico en 1961 y el internacional en 1966.

## Biografía
Considerado la «oveja negra» de su familia —sus hermanos fueron todos profesionales y su padre, Arturo Atria Osorio, un connotado médico—, Jaime Atria empezó a componer a los 14 años. Sus obras abarcaron diversos géneros musicales: ranchera y corrido, bolero, balada, canción melódica, música típica, folclore, neofolklore, tonada y cueca.
Entre sus más conocidas canciones destacan el bolero «Noche callada» (1948) y aquellas con las cuales compitió en el Festival Internacional de la Canción de Viña del Mar: la cueca «La consentida», primera ganadora del certamen folclórico en 1961, interpretada por Olga Escobar y Estampas Criollas; la balada «Por creer en ti», en coautoría con el cantante Marco Aurelio, ganadora del certamen internacional en 1966, interpretada por Isabel Adams; el vals «Sí, sí, no, no», tercer lugar en el festival de 1961; «No sé llorar», finalista en el festival de 1962, y los boleros «En mi soledad» y «El beso de tu amor», finalistas en la versión de 1963. Además, participó en los festivales de la Canción Mundial (1962), del Loa (1965), de la Costa Azul (1967) y del Huaso de Olmué (1977).
En 1971, volvió a competir en el género folclórico del Festival de Viña con la cueca «La violeta y la parra», interpretada por Villadiego. Sin embargo, José Goles, miembro del jurado, la descalificó, acusándola de plagio.
Murió en Santiago en 1984.